# 대구다사초등학교
대구다사초등학교는 대한민국 대구광역시 달성군 다사읍 매곡리에 있는 공립 초등학교이다.

## 학교 연혁
- 1934년 9월 17일 다사공립보통학교 개교
- 1938년 4월 1일 다사공립심상소학교로 개칭
- 1941년 4월 1일 다사공립국민학교로 개칭
- 1980년 12월 20일 병설유치원 설립인가
- 1995년 3월 1일 대구광역시 편입, 대구다사국민학교로 교명 변경
- 1996년 3월 1일 대구다사초등학교로 교명 변경
- 2003년 3월 1일 대구죽곡초등학교 개교와 함께 분리 이관
- 2003년 12월 24일 제1과학실험실 개관
- 2007년 3월 1일 대구호산초등학교 개교와 함께 분리 이관
- 2008년 11월 28일 인조 잔디 운동장 개장
- 2009년 1월 20일 급식실 현대화공사 및 E/V공사 준공
- 2009년 3월 1일 대구매곡초등학교 개교와 함께 분리 이관
- 2010년 10월 6일 다사청백관 신축
- 2012년 3월 30일 정보자료실 현대화사업
- 2012년 4월 2일 학습준비실 설치
- 2012년 7월 12일 제1컴퓨터실 리모델링 및 모둠학습실 정비
- 2012년 12월 10일 과학실험실 현대화사업
- 2013년 2월 15일 제75회 졸업 140명(총 5,669명)
- 2013년 3월 1일 37학급 편성(특수학급 2학급)
- 2014년 2월 14일 제76회 졸업 140명(총 5809명)
- 2014년 3월 1일 37학급 편성(특수학급 2학급)
- 2015년 2월 13일 제77회 졸업(128명)
- 2015년 3월 1일 제29대 권오수 교장 부임
- 2015년 3월 1일 37학급 편성(특수학급 2학급)
- 2016년 2월 4일 제78회 졸업식(남:75, 여:58, 총 133명)
- 2016년 3월 1일 대구대실초등학교 개교와 함께 분리 이관
- 2016년 3월 1일 37학급 편성(특수학급 2학급)
- 2017년 2월 15일 제79회 졸업(남:72, 여:54, 총 126명)
- 2017년 3월 1일 37학급 편성(특수학급 2학급)
- 2017년 9월 1일 제30대 정효석 교장 부임
- 2018년 2월 9일 제 80회 졸업(남:69, 여:55, 총 124명)
- 2018년 2월 12일 방송시설 현대화 사업
- 2018년 3월 1일 37학급 편성(특수학급 2학급)

## 참고 자료
- 대구다사초등학교 - 한국교육학술정보원 학교알리미